# Lijst van voormalige spoorwegstations in Limburg (Nederland)
Dit is een lijst van voormalige spoorwegstations in Limburg.

## Voormalige stations
- America
- Baexem-Heythuysen
- Belfeld
- Bocholtz
- Buggenum
- Eys-Wittem
- Gennep
- Geulle
- Gronsveld
- Grubbenvorst
- Haelen
- Heer
- Heumen
- Heyerhoeven

- Kelpen
- Kerkrade Rolduc (Haanrade)
- Kerkrade West (Spekholzerheide)
- Limmel
- Linne
- Lottum
- Maarland
- Maasbracht
- Maastricht Boschpoort
- Mariënwaard
- Meerlo-Tienray
- Melick-Herkenbosch
- Mook-Middelaar
- Milsbeek

- Nieuwstadt
- Oirlo-Castenraij
- Ophoven (Sittard)
- Oud Valkenburg
- Rolduc Lokaal
- Rothem
- Simpelveld
- Vaals
- Vaeshartelt
- Venlo Oostsingel
- Vlodrop
- Vroenhof (Houthem)
- Wijlre-Gulpen